# Hajsam ibn Tarik Al Sa’id
Hajsam ibn Tarik Al Sa’id (arab. ‏هيثم بن طارق آل سعيد‎, Haiṯam ibn Ṭāriq Āl Saʿīd; ur. 13 października 1954 w Maskacie) – sułtan Omanu od 11 stycznia 2020.

## Życiorys
Kuzyn poprzedniego sułtana Omanu Kabusa ibn Sa’ida. Jest absolwentem Uniwersytetu Oksfordzkiego (1979), gdzie studiował na Foreign Service Programme. Na początku lat 80. był pierwszym przewodniczącym federacji piłki nożnej Omanu. Od 1986 roku pełnił w rządzie funkcję podsekretarza w ministerstwie spraw zagranicznych, a następnie sekretarza generalnego. W połowie lat 90. został ministrem ds. kultury i dziedzictwa narodowego. Pełnił też często istotne role dyplomatyczne, a także przewodniczył posiedzeniom rządu.

## Odznaczenia
- Order Mubaraka Wielkiego (Kuwejt, 2024)[5]